# William Wayt Thomas
William Wayt Thomas (* 1950) es un botánico estadounidense.
Es especialista en flora neotropical, con énfasis en el norte de Sudamérica. Trabaja en el "Instituto de Botánica Sistemática del Jardín Botánico de Nueva York. Y es profesor asociado adjunto de Botánica en la Universidad de Columbia. 
Obtuvo su doctorado Ph.D. en la Universidad de Míchigan en 1982.
- La abreviatura «W.W.Thomas» se emplea para indicar a William Wayt Thomas como autoridad en la descripción y clasificación científica de los vegetales.[1]